# Pentias arimotoi
Pentias arimotoi is een pissebed uit de familie Idoteidae. De wetenschappelijke naam van de soort is voor het eerst geldig gepubliceerd in 1973 door Rafi.